# چولپان‌آته
چولپان‌آته (به قرقیزی: Чолпон-Ата، چولپون اتا) شهری در استان ایسیق‌کول کشور قرقیزستان است که در سرشماری سال ۲۰۰۵ میلادی، ۸٫۴۴۲ نفر جمعیت داشته است.